# 嵬名仁忠
嵬名仁忠（？—1148年），西夏宗室，夏惠宗朝臣嵬名景思的儿子。
嵬名仁忠通晓蕃汉文字，才思敏捷、会歌咏。历任秘书监、礼部郎中。元德三年（1120年）十一月，封濮王。为官遵礼守法。斥责弟弟嵬名仁禮受贿。他生活简朴，弹劾暴虐的晋王嵬名察哥。任左枢密、中书令。夏仁宗时弹劾任得敬。人庆五年（1148年）去世，赠吴王，谥号恭显。